# Староегипетский язык
Староегипетский язык, староегипетский классический язык (в науч. лит-ре: англ. Old Egyptian, фр. ancien égyptien, нем. Altägyptisch) — язык жителей Древнего Египта, одна из стадий египетского языка. Основное распространение — периоды Старого царства и Первый переходный (ок. XXVI—XX вв. до н. э.). В российской египтологии термин предложен учёным Ю. Я. Перепелкиным:1.

## Периодизация
По результатам современных исследований, в долине Нила около XXVI—XX вв. до н. э. был период распространения староегипетского «классического» языка, образовавшегося из так называемого «раннего» староегипетского. Классический староегипетский относят ко времени правления IV, V, VI, VII, VIII, IX и X династий фараонов, и его основные признаки сохранялись до падения Старого царства и Первого переходного периода. Впоследствии произошла постепенная трансформация староегипетского языка в среднеегипетский, развитие которого приходится на период Среднего царства. Исследователи XX в. (А. Х. Гардинер, М. А. Коростовцев, Н. С. Петровский) не выделяли в своих работах ранний староегипетский язык, и период существования собственно староегипетского языка ограничивали до VIII династии, так как текстов IX, X династий было известно крайне мало (впрочем, как и сейчас), и их язык запечатлён в примитивной форме — например, жертвенных формулах.

## Памятники

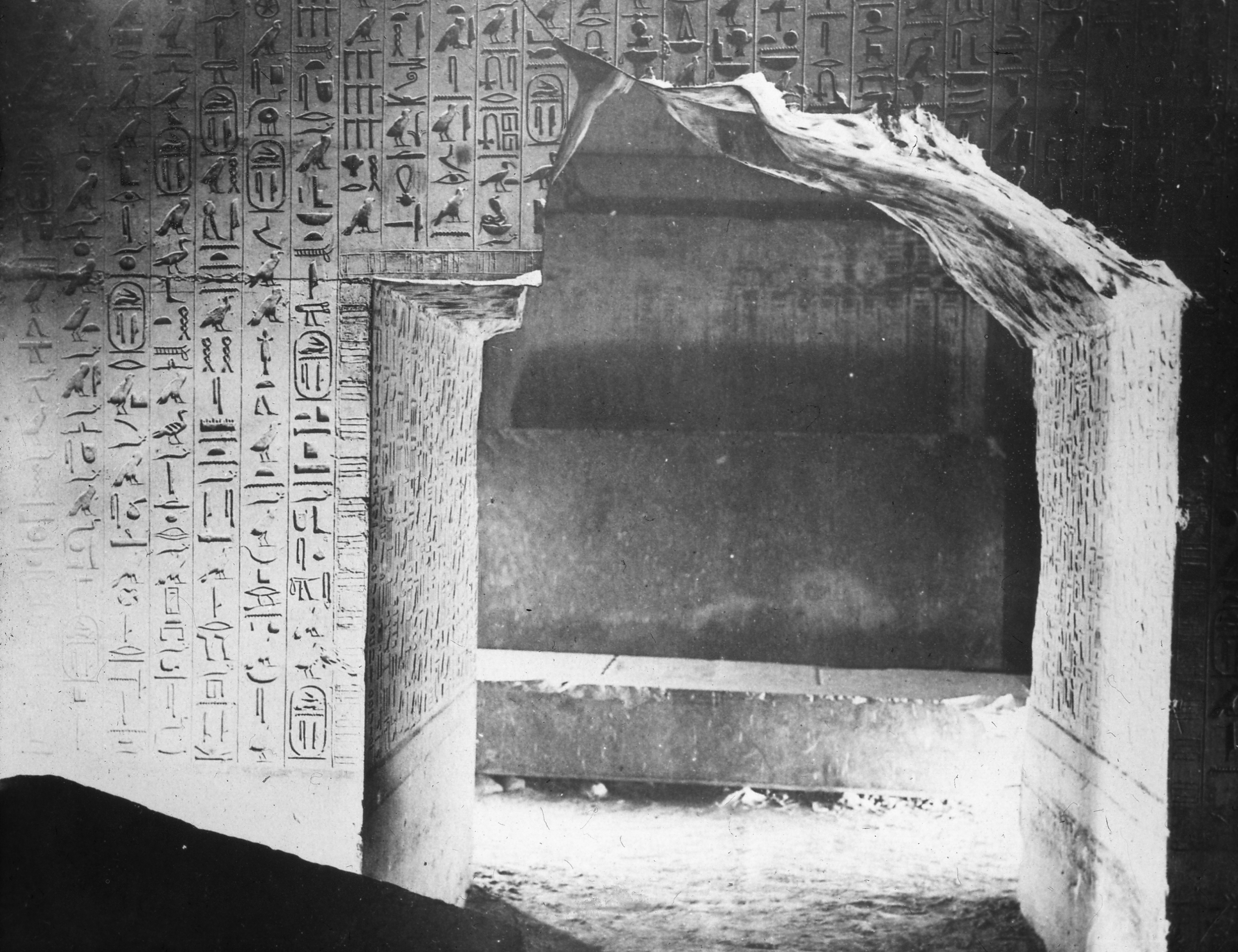
«Тексты пирамид» на стенах комнаты перед входом в гробницу фараона Униса. XXIV в. до н. э., Саккара, Пирамида Униса

Документы периода распространения староегипетского языка носят в основном официальный характер. К их числу относятся заупокойные формулы и надписи в гробницах, среди которых найдено несколько биографических жизнеописаний вельмож Старого царства — Мечена (кон. IV династии), Уни, Хорхуфа. Самыми известными памятниками староегипетского письма являются «Тексты пирамид», представляющие собой обширное собрание религиозных текстов-заклинаний, имеющих определённые особенности и своеобразную орфографию. Магические формулы текстов были призваны обеспечить благополучие умершего фараона, помочь ему вознестись на небеса и обрести там бессмертие. «Тексты пирамид» обнаружены во внутренних помещениях пирамид V—VI династии, но происхождение их значительно древнее — современные исследователи считают, что оно восходит к Додинастическому периоду (например, переведены ритуальные формулы, относящиеся к магическому каннибализму умершего царя, а также другие данные, свидетельствующие о периоде, когда Египет ещё не был объединён в одно государство, о чём прямо говорится в тексте):114-115. Позднее большая часть надписей-заклинаний была присвоена вельможами, стремившимися обеспечить собственное посмертное благополучие — множество цитат из «Текстов пирамид» найдено на внутренних стенках больших деревянных саркофагов знати времён правления IX—XI династий. Обнаруженные памятники письменности V и VI династий достаточны многочисленны, также есть часть текстов, сохранившаяся в поздних копиях:114.

## Особенности письма
Формирование. Помимо того, что староегипетский язык развился из раннего староегипетского, в его формировании, согласно Э. Эделю и В. Эджертону, существенную роль сыграл нижнеегипетский диалект. При этом Э. Эдель приводит данные некоторых текстов, например, существительное nb «владыка», «хозяин» (как и ряд других слов) встречается в двух написаниях: nb — верхнеегипетское и nbw — нижнеегипетское:116.
Внутренние различия. Староегипетский язык автобиографических надписей и царских декретов несколько ближе к среднеегипетскому языку, чем остальные письменные памятники периода Старого царства. В этих официальных текстах появляются предшествующие определяемому слову указательные местоимения pA, tA, nA, из которых в новоегипетском языке развился определенный артикль. Другой особенностью этих текстов являются часто встречающиеся элементы обыденной речи — в репликах крестьян и ремесленников, изображенных на рельефах гробниц:115.
Наряду с «новыми» формами староегипетского языка, в «Текстах Пирамид» и других письменных источниках IV-VI династий встречаются элементы языка более древнего состояния (раннего староегипетского), имеющие происхождение из додинастической эпохи:§ 15. М. А. Коростовцев, ссылаясь на грамматику Э. Эделя:§ 12-14, указывает некоторые «архаические» особенности староегипетского языка в «Текстах пирамид», хотя сегодня принято считать, что отсутствие или искажение иероглифов, изображающих людей и животных, связано не только с «большей архаичностью» этих текстов, но и с их сакральными функциями. Различия в староегипетском языке на примере «Текстов пирамид»:115:
1. Орфография.
  1. Отсутствие либо умышленное искажение иероглифов, изображающих людей и животных.
  2. Тщательное обозначение в некоторых глаголах, например в глаголе jmrj «любить», начального j, не выписываемого в этих глаголах в более поздних текстах.
  3. Полное фонетическое написание названий числительных, впоследствии обозначавшихся лишь цифрами.
2. Фонетика.
  1. Написание с фонемой k отдельных слов, начинающихся в более поздних текстах фонемой T, например: зависимое местоимение kw (позднее Tw), kbwj (позднее Tbwj) «обе подошвы».
3. Грамматика.
  1. Употребление суффикса 2-го лица женского рода единственного числа Tn наряду с обычным для более позднего времени T.
  2. Использование зависимого местоимения 2-го лица женского рода единственного числа Tm и более поздней его формы Tn.
  3. Применение архаической формы указательных местоимений женского рода единственного числа (jtw, jtn встречается наряду с обычными tw, tn).
  4. Образование формы sDm.n.f глагола jw «приходить» в виде jw.n (вместо более поздней y.n).
  5. Частое употребление неизменяемого императива mj «смотри».
  6. Применение пассивной формы sDmm.f.
  7. Употребление постпозитивного js со значением «как» и постпозитивного jsT со значением «и».
  8. Применение независимого местоимения в качестве подлежащего предложений с адвербиальным сказуемым или со сказуемым — старым перфектом.
  9. Широкое распространение безглагольных предложений, в которых и подлежащее и сказуемое — существительные.
  10. Изредка встречающееся согласование в роде и числе указательных местоимений pw, tw, jpw в роли подлежащего с предшествующим сказуемым, чего не бывает в более поздних текстах.
  11. Использование указательного местоимения nw (вместо wnt и ntt) для субстантивизации предложений.
  12. Употребление отрицательного наречия jm.
  13. Применение отрицательного глагола xm наряду с обычным для более поздних текстов tm.
  14. Полное отсутствие отрицаний n sp, jwtj sp, nfr n.